# Вулиця Василя Шумова
Ву́лиця Василя́ Шу́мова — зникла вулиця, що існувала в Печерському районі міста Києва, місцевість Звіринець. Пролягала від вулиці Михайла Бойчука.

## Історія
Вулиця виникла у 50-ті роки ХХ століття під назвою Нова, з 1958 року — Маловільшанська. Назву вулиця Василя Шумова набула 1964 року на честь робітника заводу «Арсенал» Василя Григоровича Шумова (1885–1959), учасника повстань арсенальців у 1917–1918 роках за Радянську владу.
Офіційно ліквідована 1981 року, ймовірно, була приєднана до вулиці Михайла Бойчука. Існувала тролейбусна зупинка «Вулиця Шумова», що нині має назву «Магазин „Оптика“».